# Keshi yena
Keshi yena of keshi yená (letterlijk "gevulde kaas") is een Arubaans en Curaçaos hoofdgerecht bestaande uit een grote ronde bal kaas gevuld met gekruid vlees (veelal kippenvlees), die gestoomd of gebakken wordt opgediend.
Het gerecht heeft vermoedelijk zijn oorsprong bij slaven uit de Caribische Nederlandse koloniën, die overgebleven korsten van Goudse en Edammer kaas vulden met tafelresten van vlees. Van de naam “keshi” wordt gesteld dat dit de Papiamentse versie is van het Nederlandse woord “kaas”. Moderne keshi-yenarecepten bevatten doorgaans olijven, rozijnen en kip als ingrediënten voor de vulling. Hoewel sommige moderne koks keshi yena bereiden in ramequins, behouden anderen de traditionele methode door het gerecht te bakken in een leeg worstenblik of door de kaas in bananenbladeren te wikkelen.
Keshi yena wordt op Aruba en Curaçao gezien als nationaal gerecht.